# Murs (cantor)
Nick Carter mais conhecido como Murs é um rapper dos EUA.

## Discografia
- F'Real (1997)
- Good Music (1999)
- Murs Rules the World (2000)
- Murs Is My Best Friend (2001)
- The End of the Beginning (2003)
- Murs for President (2008)
- Love & Rockets, Volume 1: The Transformation (2011)
- Yumiko: Curse of the Merch Girl (2012)